# Everglades
Az Everglades az Egyesült Államok Florida államának déli részén található mocsárvidék, ami egy nagy újvilági trópusi vízgyűjtő terület déli részét foglalja magába. Orlando közelében, a Kissimmee folyótól indul a terület, ami a sekély Okeechobee-tóba ömlik. A tavat az esős évszakban elhagyó víz egy 97 kilométer széles, 160 kilométer hosszú, lassan folyó vízfolyást alakít ki, déli irányba. Az Everglades időjárási viszonyai sokat változnak, az esős évszakban gyakori az árvíz, míg a száraz évszakban nem ritka az aszály sem. A 20. században az Everglades mérete csökkent, sokat veszített élővilágából is.

## Története
Emberek Florida déli részén már 15 ezer évvel ez előtt is éltek. Európai gyarmatosítás előtt a caulsa és a tequesta amerikai őslakos törzsek éltek itt, majd a spanyol telepesek érkezésével mindkét nép létszáma csökkeni kezdett a következő két évszázadban. A szeminol nép, akik leginkább az északon őshonos krík indiánok törzséből váltak le, az Everglades területére lettek űzve a 19. században, a szeminol háborúk idején, új kultúrát kialakítva, más népek befogadásával. A törzs végül itt élte túl az amerikai hadsereg támadásait.
Az Everglades kiszipolyozását már a 19. század első felében is javasolták, ültetvények létrehozásának céljából, de 1882-ig nem próbálkoztak meg vele. A 20. század első felében több csatornát is felépítettek, a dél-floridai gazdaságot fellendítve. 1947-ben a Kongresszus jóváhagyta a Közép-, és Dél-Floridai Árvízkorlátozási Projektet, amivel 2300 kilométernyi csatornát és töltést hoztak létre. Ebben az időszakban alakították át a terület egyes részeit cukornádfarmokká. Az eredeti Everglades nagyjából 50%-a napjainkban már mezőgazdasági vagy városi terület.
Először természetvédelmi figyelmet az 1970-es években kapott a terület, az UNESCO és a rámszari egyezmény is a „Nemzetközi jelentőségű vadvizek” kategóriába helyezte. Egy repülőtér felépítését megakadályozták az Everglades Nemzeti Parktól mindössze 10 kilométerre, mikor kiderült, hogy az nagy kárt tenne dél-Florida élővilágában. A terület védelmét is helyzetének javítását az 1980-as években kezdték meg, egy csatorna eltávolításával, ami kiegyenesítette a Kissimmee folyót. 2000-ben elfogadták a Comprehensive Everglades Restoration Plan tervezetet, aminek célja az Everglades régi formájának visszanyerése volt és a legdrágább ilyen terv volt az ország történetében.

## Elnevezése
Az akkor még felfedezetlen Everglades területét először spanyol térképeken lehet látni, Laguna del Espíritu Santo néven. Évtizedekig szerepelt az Everglades úgy térképeken, hogy teljesen felfedezetlen volt, James Grant Forbes 1811-ben azt írta, hogy a brit telepesek képtelenek voltak beutazni a területre.
John Gerard de Brahm, aki 1773-ban készített térképet Florida partjairól, a River Glades nevet adta a területnek. Az Everglades elnevezést 1823-ban lehetett először egy térképen látni, bár 1851-es térképeken is még szóközzel, Ever Glades néven jelent meg. A szeminolok pahokee-nak hívták,a minek jelentése „füves víz.” 1839-ben az amerikai hadsereg térképén Pa-hai-okee néven szerepelt, bár a második szeminol háború (1835–1842) során gyakran az Ever Glades elnevezést is használták.

## Éghajlat
| Hónap                             | Jan. | Feb. | Már. | Ápr. | Máj. | Jún. | Júl. | Aug. | Szep. | Okt. | Nov. | Dec. | Év   |
| --------------------------------- | ---- | ---- | ---- | ---- | ---- | ---- | ---- | ---- | ----- | ---- | ---- | ---- | ---- |
| Rekord max. hőmérséklet (°C)      | 33,0 | 36,0 | 38,0 | 39,0 | 42,0 | 40,0 | 39,0 | 39,0 | 41,0  | 41,0 | 37,0 | 35,0 | 42,0 |
| Átlagos max. hőmérséklet (°C)     | 30,4 | 31,3 | 32,9 | 34,1 | 35,5 | 36,2 | 36,3 | 36,3 | 36,0  | 34,8 | 32,3 | 30,8 | 33,9 |
| Átlaghőmérséklet (°C)             | 19,2 | 20,4 | 21,5 | 23,4 | 25,6 | 27,6 | 28,3 | 28,6 | 28,2  | 26,3 | 23,1 | 20,7 | 24,4 |
| Átlagos min. hőmérséklet (°C)     | 3,8  | 5,4  | 6,5  | 10,2 | 14,4 | 19,9 | 21,3 | 21,7 | 21,6  | 16,3 | 11,2 | 6,9  | 13,3 |
| Rekord min. hőmérséklet (°C)      | −4,0 | −2,0 | −1,0 | 3,0  | 9,0  | 10,0 | 19,0 | 19,0 | 18,0  | 9,0  | −1,0 | −3,0 | −4,0 |
| Átl. csapadékmennyiség (mm)       | 43   | 46   | 49   | 72   | 148  | 229  | 173  | 218  | 229   | 141  | 61   | 48   | 1457 |
| Forrás: NOAA és NOAA havi átlagok |      |      |      |      |      |      |      |      |       |      |      |      |      |